# Мошкабад (дегестан)
Мошкабад (перс. مشك آباد) — дегестан в Ірані, в Центральному бахші, в шагрестані Ерак остану Марказі. За даними перепису 2006 року, його населення становило 7339 осіб, які проживали у складі 2150 сімей.

## Населені пункти
До складу дегестану входять такі населені пункти:
- Аліабад
- Ебрагімабад
- Мірабад
- Омарабад
- Саглабад
- Хейрабад
- Чешме-Хурзан
- Шагсаваран
- Шанек